# Saliout

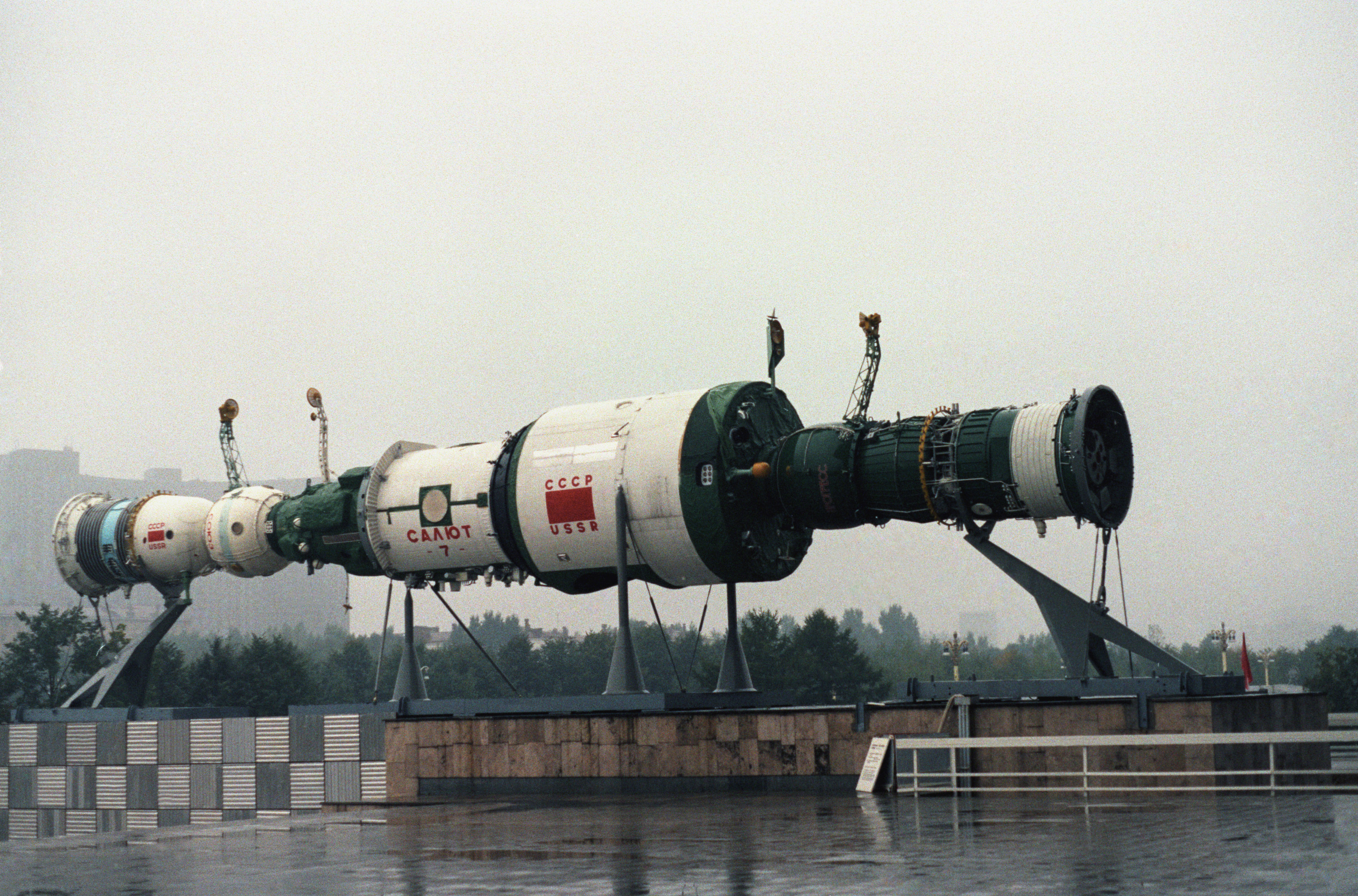
Maquette de Saliout 7 à Moscou.

Saliout (du russe Салют signifiant « Salut » en français) est une famille de stations spatiales soviétiques. La première station de la série, Saliout 1, est lancée en 1971. Avec une masse de 19 tonnes correspondant à la capacité de lancement de la fusée Proton, la station dispose d'un espace habitable de 100 m3 permettant d'accueillir un équipage permanent de trois cosmonautes. La relève des équipages est effectuée par des vaisseaux Soyouz. Les premiers modèles ne permettent l'accouplement que d'un seul vaisseau. À partir de Saliout 6, un deuxième port d'amarrage permet le ravitaillement par les vaisseaux automatiques Progress et l'accueil d'équipages visiteurs pour de courts séjours. Ces nouvelles capacités permettent aux Soviétiques de réaliser des missions de plus en plus longues démontrant les capacités de l'homme à séjourner dans l'espace.
Le développement de la station spatiale se fait initialement sous l'appellation Almaz pour répondre aux besoins des militaires soviétiques. Lorsque le programme habité soviétique lunaire échoue face au programme Apollo, les dirigeants soviétiques, pour lesquels le spatial a une forte valeur de propagande, choisissent de soutenir le projet d'une station spatiale civile dérivée d'Almaz qui sera renommée Saliout. Parmi les huit stations Saliout lancées, trois sont néanmoins des stations militaires Almaz à l'architecture distincte dont les objectifs militaires sont ainsi dissimulés. Après des débuts difficiles marqués par la perte de plusieurs stations spatiales et la tragédie de Soyouz 11, les Soviétiques apprennent à maitriser tous les aspects des séjours prolongés dans l'espace. Le programme Saliout s'achève en 1986 avec le lancement du premier module de la station Mir, largement inspirée de Saliout et dont l'architecture est reprise par la suite pour la réalisation du segment russe de la Station spatiale internationale.

## Du concept aux premiers projets
Le concept de station spatiale est une idée ancienne en Union soviétique puisque le pionnier de l'espace Constantin Tsiolkovski l'évoque dès 1903 dans ses écrits. Dans les années 1950, à l'aube de l'ère spatiale, les personnes les plus impliquées dans l'astronautique, comme Serguei Korolev en Union soviétique et Wernher von Braun aux États-Unis, voient la station spatiale comme une étape intermédiaire obligatoire avant le lancement de missions vers les autres planètes du système solaire. Pour ces ingénieurs, les principaux obstacles à ces missions ne sont pas techniques mais biologiques et humains. L'homme peut-il, après un séjour prolongé en apesanteur, accomplir des tâches physiquement éprouvantes sur le sol d'une planète comme Mars ? Des hommes peuvent-ils vivre durant plusieurs années cloitrés dans une boite de la taille d'un petit appartement au milieu d'un environnement plein de menaces et loin de tout secours, sans devenir fous ou du moins sans que disparaisse toute cohésion dans l'équipage ? Des missions prolongées à bord d'une station spatiale placée en orbite terrestre sont, selon eux, une étape préalable qui permettrait de répondre à ces questions.
Korolev voit plus loin : il considère qu'il est inutile de concevoir la station spatiale comme un lieu de ravitaillement ou une base d'opérations pour des missions plus lointaines, comme l'imaginent Arthur C. Clarke, Willy Ley ou von Braun et tel que l'a illustré Stanley Kubrick dans 2001, l'Odyssée de l'espace. La station spatiale présente en effet toutes les caractéristiques d'un vaisseau interplanétaire et, compte tenu du coût de la réalisation d'une station en orbite, il est préférable d'utiliser celle-ci lorsqu'il devient nécessaire de transporter des hommes vers d'autres planètes. Toute comme un vaisseau interplanétaire, une station doit disposer d'un système de support de vie capable de recycler une partie de l'eau contenue dans l'urine et l'atmosphère de la station afin de limiter la masse énorme d'eau qu'il faut emporter pour permettre à un équipage de survivre sur plusieurs années. Le besoin de recycler l'oxygène et de disposer d'une nourriture capable de se conserver sur une longue période est également identique. Dans ce domaine Korolev est persuadé que beaucoup de solutions techniques ont déjà été en partie élaborées pour les sous-marins et qu'il s'agit seulement de les adapter au contexte spatial. Dans les deux cas l'ensemble des systèmes doit pouvoir fonctionner de manière fiable durant des années. Korolev comme von Braun envisagent d'avoir recours à l'énergie solaire pour disposer d'énergie à bord. Le danger représenté par les météorites et les radiations reste dans les années 1950 une inconnue. Face au problème de l'adaptation de l'homme à l'absence de gravité, Korolev, contrairement aux ingénieurs américains, n'envisage pas de recréer une gravité artificielle qui lui parait impraticable, mais de tester progressivement l'accoutumance de l'homme à l'espace.
En mars 1962 l'Union soviétique est largement en tête dans la course à l'espace à laquelle elle se livre avec les États-Unis. Le bureau d'études OKB-1 dirigé par Serguei Korolev, inventeur et personnalité dominante du programme spatial soviétique, produit un rapport consacré à un projet de mission circumlunaire décrivant une station spatiale constituée de plusieurs petits modules indépendants placés individuellement en orbite. Il est prévu qu'un équipage de trois cosmonautes soit amené à bord par un vaisseau spatial baptisé Siber ou Sever. La station spatiale comprend un module d'habitation et un laboratoire spatial. La fusée Vostok doit être utilisée pour lancer aussi bien le vaisseau Siber que les modules de la station spatiale. Au milieu des années 1960, l'Union soviétique développe pour son programme spatial lunaire la fusée géante N1. Korolev propose en 1965 de l'utiliser pour mettre en orbite une station spatiale de 90 tonnes disposant de quatre ports d'amarrage capables d'accueillir simultanément autant de vaisseaux Soyouz.

### La station militaire Almaz

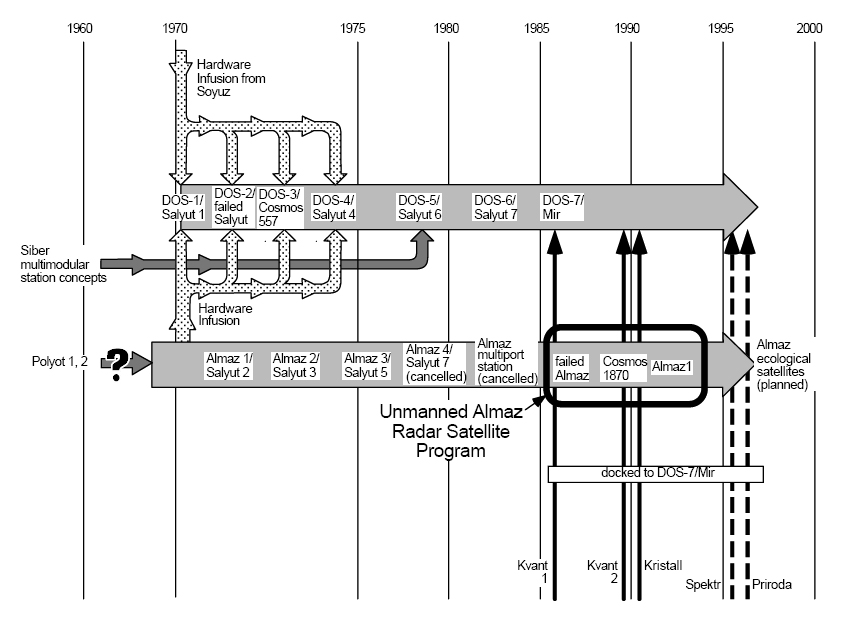
Schéma résumant la genèse des stations spatiales soviétiques.

Mais le bureau d'études de Korolev est au milieu des années 1960 accaparé par le développement des missions lunaires et ses projets de station spatiale restent sans suite. En Union soviétique, contrairement aux États-Unis, l'activité spatiale en se développant a donné naissance à plusieurs entités concurrentes qui tentent d'imposer leurs projets spatiaux en utilisant leurs appuis dans l'appareil politique. Le rival le plus sérieux de Korolev, Vladimir Tchelomeï, qui entretient de bonnes relations avec les militaires, a proposé à ceux-ci de développer une station spatiale militaire occupée par un équipage de deux à trois cosmonautes et pouvant rester opérationnelle un à deux ans. Le système est complet : il comprend la fusée Proton, d'une capacité de lancement 20 tonnes en orbite basse, qui est un produit de son bureau d'études et qui doit placer dans l'espace la station spatiale baptisée Almaz (diamant en russe). Celle-ci est également désignée sous la référence OPS (ОПС, Орбитальная пилотируемая станция, Orbitalnaïa Pilotirouemaïa stanziïa pour « Station orbitale avec équipage »). L'ingénieur soviétique développe également un nouveau vaisseau, baptisé TKS, pour transporter l'équipage et le ravitaillement. Celui-ci lancé, par la fusée Proton, est près de trois fois plus lourd que le vaisseau Soyouz et dispose à la fois d'une grande capacité d'emport de fret et d'une capsule pouvant revenir sur Terre. La station Almaz emporte notamment un radar permettant d'obtenir des images de la surface terrestre, plusieurs caméras, deux capsules qui sont utilisées pour renvoyer des données au sol et un canon antiaérien chargé de défendre la station contre une attaque américaine. La commission interdépartementale donne son feu vert au projet en 1967. L'OKB-52 et sa branche no 1 se partagent la responsabilité du développement des vaisseaux,.

## Le projet de station spatiale comme objet de propagande
Si le développement de la structure de la station Almaz respecte le calendrier prévu, il n'en est pas de même des sous-systèmes, tels que les systèmes de support-vie ou de navigation car les ingénieurs de Tchelomeï, contrairement à ceux de l'OKB-1 de Korolev, manquent d'expérience dans le domaine spatial. Le développement du vaisseau TKS prend également du retard pour les mêmes raisons. Mais le programme lunaire habité soviétique et le développement du vaisseau Soyouz rencontrent à l'époque de nombreux échecs. L'astronautique soviétique est désormais dépassée par la NASA qui pose le premier homme sur la Lune en juillet 1969. Le dirigeant soviétique Leonid Brejnev est un spécialiste de la propagande. Il sait qu'il se doit de réagir à ce revers cuisant dans un domaine jusque-là dominé par l'Union soviétique. Dans un discours prononcé trois mois après qu'Armstrong a posé le pied sur la Lune, il déclare que le principal objectif de l'astronautique soviétique a pratiquement été depuis les débuts l'établissement de stations spatiales occupées en permanence par des équipages. À l'époque le programme lunaire habité soviétique est resté secret malgré les moyens gigantesques engloutis dans le projet et ce qui se révélera un mensonge 20 ans plus tard, parait à l'époque vraisemblable à la plupart des observateurs. Mais cette déclaration place Brejnev dans une position délicate car la NASA développe sa propre station spatiale, Skylab, qui doit être lancée en 1973. L'Union soviétique se doit de gagner cette course et à cet effet Brejnev décide de mettre fin à la guerre que se livrent les bureaux d'études soviétiques.
En février 1970, le Ministère des constructions mécaniques, qui exerce la tutelle sur les bureaux d'études de l'industrie spatiale soviétique, décide de fédérer les efforts des bureaux d'études de Tchelomeï et de Korolev. La responsabilité du projet Almaz est transférée à l'OKB-1 afin de pouvoir lancer une station spatiale avant les États-Unis. En combinant des sous-systèmes développés pour le vaisseau Soyouz et la coque d'Almaz développée par le bureau d'études de Tchelomeï, les ingénieurs soviétiques parviennent en douze mois à mettre au point la première station spatiale. La station spatiale résultante est inscrite sous la référence DOS (ДОС, Долговременная орбитальная станция, Dolgovremennaïa orbitalnaïa stanciïa c'est-à-dire "Station orbitale de longue durée"). Le vaisseau spatial TKS, trop complexe à mettre au point, n'est pas retenu dans un premier temps pour desservir la station. Il est remplacé dans ce rôle par le vaisseau Soyouz ; la conception de la station Almaz est modifiée pour permettre l'amarrage de ce vaisseau. La première station spatiale du programme DOS est d'abord baptisée Zarya (aube) . Mais juste avant son lancement elle est rebaptisée Saliout (Salyut c'est-à-dire « salut » en russe) pour ne pas créer de confusion avec le Centre de contrôle des missions soviétiques (le TSuP) dont c'est également l'indicatif radio,.

## La première génération (1971-1977)
Quatre stations spatiales Saliout de première génération sont lancées entre 1971 et 1974 par une fusée Proton dont deux, Saliout 1 et Saliout 4, sont effectivement occupées. Elles ne disposent que d'un seul port d'amarrage, ce qui ne permet pas de ravitaillement ou de relève d'équipage lorsque la station est déjà occupée et limite donc fortement la durée des séjours dans l'espace. Elles permettent néanmoins à l'astronautique soviétique de mettre au point les techniques et les équipements qui permettront les longs séjours dans le cadre de la génération suivante.

### Des débuts difficiles

#### Saliout 1 (1970-1971)

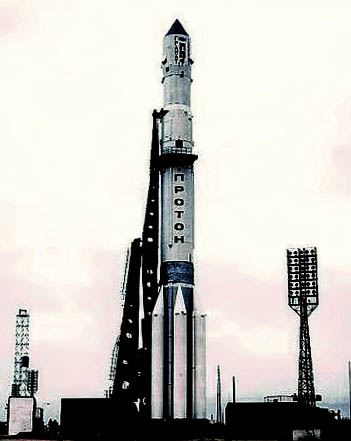
Le lanceur Proton lancera toutes les stations Saliout.
Ici un exemplaire, en 1989.

Le 19 avril 1971, Saliout 1, la première station spatiale construite par l'homme, est placée en orbite par une fusée Proton-K. Les dirigeants de l'Union soviétique, après avoir subi une longue série d'échecs, peuvent enfin annoncer que leur pays a repris l'initiative dans le domaine spatial. La NASA ne lancera la station Skylab que deux ans plus tard.
Un premier équipage est lancé quatre jours plus tard à bord du vaisseau Soyouz 10. Celui-ci parvient à réaliser la manœuvre de rendez-vous et à s'amarrer à la station spatiale sans rencontrer de problème. Mais lorsque les cosmonautes tentent de démonter l'écoutille de leur vaisseau pour accéder au tunnel qui relient le vaisseau à la station, ils n'y parviennent pas. Ils doivent renoncer et revenir sur Terre sans avoir pu pénétrer dans la station spatiale. L'enquête réalisée après leur retour démontrera que l'écoutille n'a pu être déverrouillée à cause d'une anomalie dans un circuit électrique du système d'amarrage du vaisseau Soyouz.
Soyouz 11 est lancé le 11 juin 1971 avec à son bord Gueorgui Dobrovolski, Viktor Patsaïev et Vladislav Volkov. Le vaisseau rejoint la station, s'amarre à celle-ci et l'équipage parvient cette fois à pénétrer à l'intérieur de Saliout. Malgré une certaine appréhension liée à l'insuffisance de leur entraînement, les trois hommes parviennent à mener différentes tâches à bord durant les douze premiers jours. Le 18 juin, un feu électrique se déclare dans la station. L'équipage alarmé demande à être évacué et entame les préparatifs de départ. Finalement le feu est maitrisé mais l'équipage a été fortement ébranlé par cet épisode. Le contrôle au sol décide d'abréger le séjour de l'équipage dans l'espace.

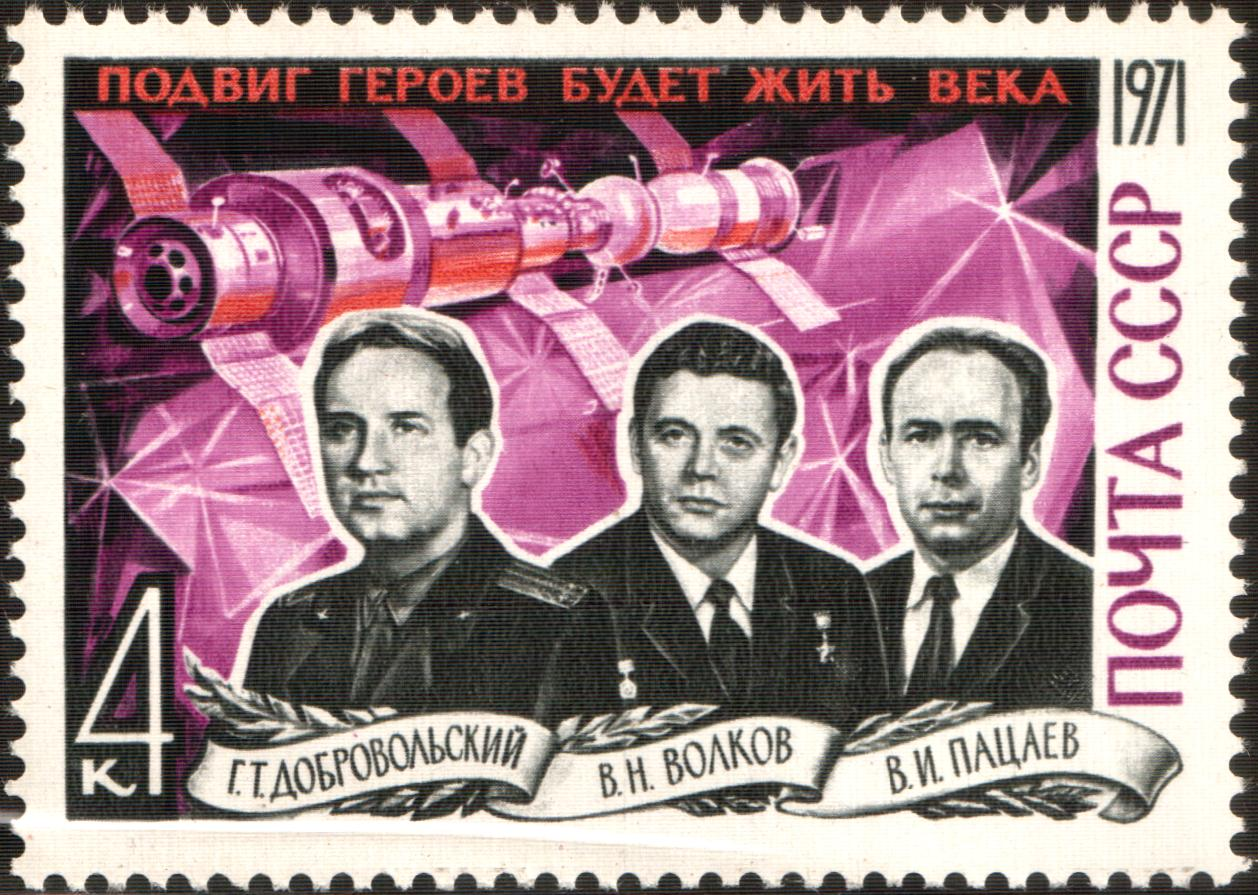
Timbre édité à la mémoire de l'équipage de Soyouz 11.

Le 29 juin, l'équipage quitte la station à bord du vaisseau Soyouz. Les cosmonautes portent une combinaison qui les protège du froid mais pas de la dépressurisation. Soyouz 11 effectue peu après la séquence de manœuvres qui précède la rentrée atmosphérique. Le module orbital et le module de descente du vaisseau se séparent. Mais les boulons pyrotechniques se déclenchent tous en même temps au lieu d'exploser les uns à la suite des autres. La violence de la déflagration descelle deux valves utilisées pour égaliser la pression avec l'extérieur lorsque la pression atmosphérique est redevenue presque normale donc près du sol. En 30 secondes, l'habitacle est vidé de son atmosphère. L'équipage tente en vain de trouver la fuite et de l'obturer mais perd conscience en moins d'une minute et décède peu après. Le vaisseau atterrit intact mais son équipage ne peut être ranimé. Cette catastrophe, qui vient quatre ans après le décès de Komarov (1967) à bord de Soyouz 1 et de celui de Youri Gagarine en 1968 lors d'un vol d'entraînement, frappe le pays. Les cosmonautes de Soyouz 11 ont droit à des funérailles nationales. Leurs cendres sont scellées dans le mur du Kremlin,.
À la suite de cet accident, le vaisseau Soyouz est modifié pour accroître la sécurité des cosmonautes. Durant les phases critiques du vol (lancement, manœuvre d'amarrage, retour au sol), l'équipage doit désormais porter une combinaison spatiale pressurisée Sokol mise au point pour cet usage. Les nouveaux dispositifs de sécurité accroissent le poids du vaisseau. Pour que le vaisseau puisse être placé en orbite par le même lanceur et dispose des mêmes capacités de manœuvre, il est nécessaire que sa masse reste identique : à cet effet les panneaux solaires sont abandonnés pour des batteries, ce qui limite à deux jours son autonomie en vol tandis que l'équipage est réduit à deux cosmonautes,. Lorsque, en octobre 1971, il devient évident que la mise au point des modifications du vaisseau Soyouz va nécessiter du temps, un ordre est envoyé à la station Saliout 1 pour qu'elle quitte son orbite et effectue une rentrée atmosphérique au-dessus de l'océan Pacifique. En juillet 1972, une station Saliout modifiée, DOS-2, est lancée par une fusée Proton mais le deuxième étage est victime d'un dysfonctionnement et la mise en orbite échoue.

#### Almaz/Saliout 2 (1973)
L'accident ne remet pas en cause la conception de la station spatiale elle-même et les autorités soviétiques décident de poursuivre le programme en lançant le premier exemplaire de la version militaire baptisée Almaz. Celle-ci comporte plusieurs différences par rapport à la version civile : elle est plus courte de plusieurs mètres (11,6 mètres) mais elle pèse 1,5 tonne de plus et dispose d'un port d'amarrage situé à l'autre extrémité encadré par la propulsion principale. Le compartiment central est occupé en partie par une énorme caméra. Enfin l'automatisation est beaucoup plus poussée pour compenser la réduction de l'équipage de trois à deux personnes.
La station OPS-1 est lancée le 3 avril 1973 sous l'appellation Saliout 2 afin de  dissimuler sa nature militaire. Toutefois, certains observateurs occidentaux constatant que les données télémétriques sont transmises sur une fréquence différente de celle des engins civils mais identique à celle des satellites de reconnaissance soviétique, en déduisent qu'il s'agit d'un engin poursuivant des objectifs militaires.
Treize jours après le lancement, un feu électrique se déclare dans le compartiment des moteurs puis envahit le compartiment central, entraînant une dépressurisation violente. L'éjection des gaz met la station en rotation au point de la rendre incontrôlable. Les panneaux solaires se vrillent puis la station spatiale se disloque,.

#### Cosmos-557 (1973)
Un mois plus tard, le 11 mai 1973, une nouvelle station Saliout est lancée. Des améliorations ont été apportées par rapport à la version Saliout 1 : la superficie des panneaux solaires a été accrue pour allonger la durée de vie à 90 jours et comme pour Almaz l'automatisation a été poussée plus loin pour s'accommoder d'un équipage de deux personnes. Malheureusement une erreur dans la programmation du système de contrôle d'orientation du vaisseau entraîne la mise à feu automatique des moteurs utilisés pour les changements d'orbite. Cette manœuvre est lancée alors que la station est hors de portée d'une station terrestre. Tous les ergols sont brûlés sans que les ingénieurs à Terre aient pu reprendre le contrôle de la station spatiale et celle-ci ayant épuisé son carburant devient incontrôlable. Une semaine plus tard la station est détruite en rentrant dans l'atmosphère. Les autorités soviétiques, n'ayant pu dissimuler le lancement de l'engin spatial car il a été suivi par les radars occidentaux, tentent de camoufler sa nature en le baptisant Cosmos-557.

### Almaz/Saliout 3 (1974)

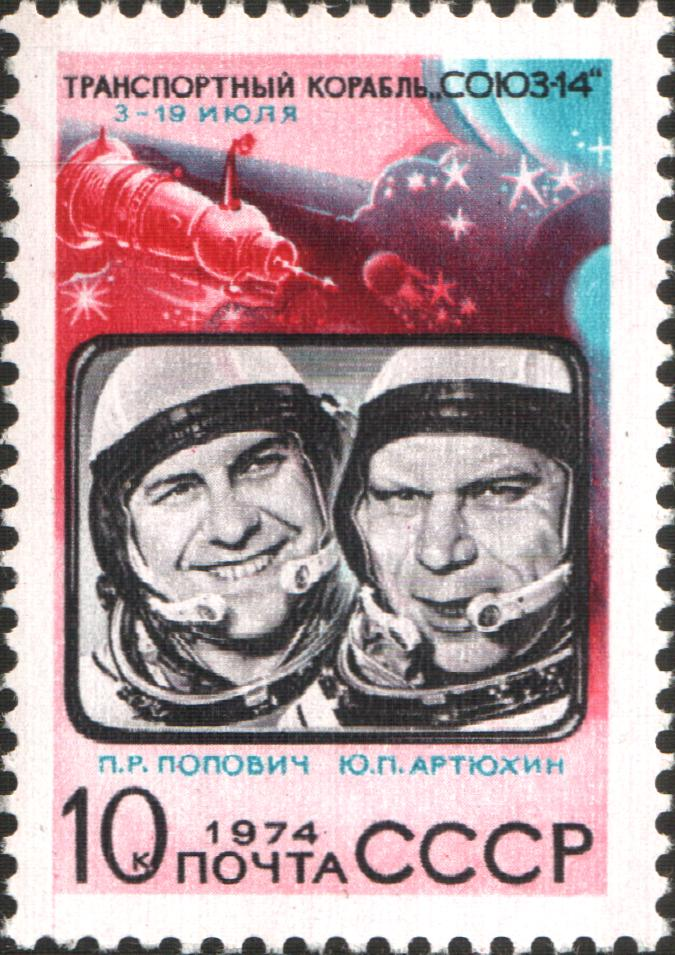
Popovitch et Arthioukine.

La deuxième station militaire Almaz est lancée le 24 juin 1974 sous l’appellation Saliout 3 afin de dissimuler ses objectifs militaires. Les officiers Pavel Popovitch et Iouri Artioukhine constituent le premier équipage. Leur vaisseau Soyouz 14 est lancé le 4 juillet et réalise un rendez-vous automatique qui les amène à 600 mètres de Saliout 3. Les cosmonautes ne reprennent les commandes de leur vaisseau que pour les 100 derniers mètres. Soyouz s'amarre sans encombre à la station spatiale. L'équipage commence un séjour qui va durer 15 jours. Officiellement ils utilisent leurs instruments pour effectuer des photographies de l'Asie Centrale mais selon des sources occidentales ils photographient également plusieurs cibles placées au sol près de Baïkonour pour évaluer les capacités de l'instrumentation d'Almaz dans le cadre de missions de reconnaissance militaire. Les systèmes de la station sont vérifiés, la température est ajustée en déplaçant dans certains cas les ventilateurs. Les caméras sont rechargées et les pellicules prises sont placées dans la capsule autonome dont dispose la station pour renvoyer des photos vers la Terre. Durant son séjour, l'équipage est réveillé à plusieurs reprises par de fausses alarmes.

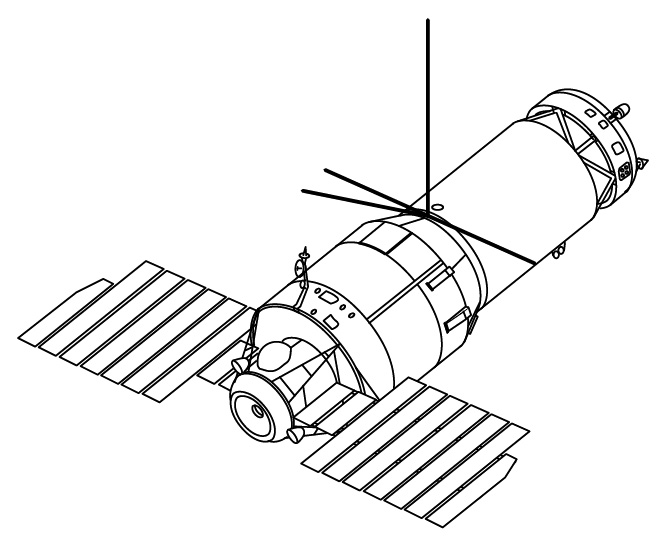
Diagramme de la station Saliout 3.

Le deuxième équipage de la station, composé de Lev Demine et Guennadi Sarafanov est lancé à bord de Soyouz 15 le 26 août 1974 mais le vaisseau ne parvient pas à s'amarrer à la station. Les raisons de l'échec de la mission seront dissimulées durant vingt ans par les autorités soviétiques. Alors que le vaisseau ne se trouve plus qu'à 300 mètres de la station, le système de rendez-vous automatique Igla, au lieu de basculer dans un mode d'approche finale, démarre une séquence de manœuvres qui doit être exécutée normalement lorsque Soyouz se trouve à 3 km de la station. Le vaisseau accélère et passe à 40 mètres de Saliout 3 à une vitesse relative de 72 km/h. L'équipage ne se rend pas compte de ce qui se passe et Igla réitère à deux reprises la même manœuvre en passant à chaque fois plus près de Saliout 3. Le contrôle au sol parvient finalement à désactiver Igla et à reprendre le contrôle du vaisseau Soyouz. Ces manœuvres ont largement entamé le carburant disponible et l'équipage doit renoncer à s'amarrer à la station spatiale et revenir sur Terre. Le système Igla est modifié à la lumière de cet incident. La mise au point entraîne un report des lancements des vaisseaux Soyouz et Saliout 3 ne recevra plus d'autre équipage. La capsule photo de Saliout est récupérée avec succès le 23 septembre. Vers la fin de l'année, des commandes sont envoyées par les contrôleurs pour déclencher la rentrée atmosphérique de la station qui est détruite au-dessus de l'océan Pacifique le 24 janvier 1975. Selon Igor Afanassiev, un spécialiste de l'histoire spatiale soviétique, les contrôleurs au sol auraient testé, peu avant la désorbitation de la station, la mitrailleuse lourde dont était équipé Saliout 3 pour se défendre d'une agression américaine.

### Saliout 4 (1974 - 1976)
Saliout 4, qui est lancé le 26 décembre 1974, est la version civile de la station spatiale. Plusieurs modifications ont été apportées : la station dispose de trois panneaux solaires. Le confort de l'équipage a été amélioré avec l'ajout d'une table utilisée pour les repas et équipée d'un système de distribution d'eau froide et chaude pour réhydrater les aliments lyophilisés. L'automatisation plus poussée du système de navigation permet à l'équipage de consacrer plus de temps aux expériences scientifiques.

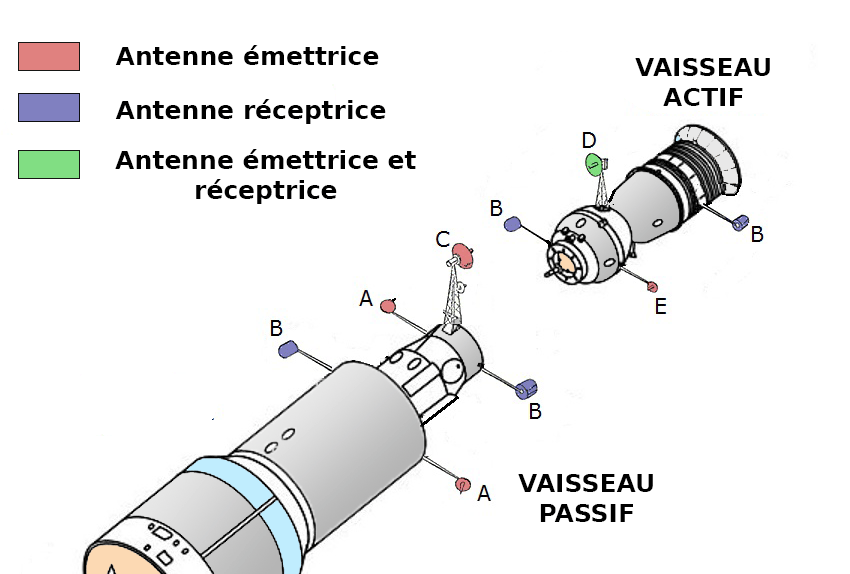
Les antennes du système de rendez-vous spatial Igla installées sur le vaisseau Soyouz et la station Saliout.

Le premier équipage de la station est composé de Gueorgui Gretchko et Alekseï Goubarev, qui sont placés en orbite à bord de Soyouz 17 le 11 janvier 1975. Une fois à bord, l'équipage fait preuve d'un grand enthousiasme et travaille plus longtemps que ce qui était planifié, au point que le contrôle au sol intervient pour leur demander de consacrer plus de temps au repos. L'équipage retourne sur Terre après avoir séjourné 30 jours dans l'espace. Alors qu'ils ont établi un nouveau record de durée, les deux cosmonautes sont jugés en excellente santé physique et mentale. Néanmoins, les responsables du programme décident d'allonger la durée des exercices physiques à bord de la station pour les prochaines missions afin que les cosmonautes soient en bonne condition, lors de leur retour sur Terre, durant la phase de décélération et pour raccourcir le temps d'adaptation une fois au sol.
L'équipage suivant est lancé le 5 avril 1975 à bord de Soyouz 18a. Durant l’ascension, le second étage du lanceur ne se détache pas complètement. Les moteurs du troisième étage s'allument alors que le second est toujours partiellement attaché, ce qui dévie le lanceur de sa trajectoire nominale. À T+295 s, le système de pilotage détecte que la déviation par rapport à la trajectoire nominale est devenue trop importante : le dernier étage du lanceur est largué et les moteurs du vaisseau Soyouz sont allumés pour permettre la séparation  (la tour de sauvetage ayant déjà été larguée). Les cosmonautes subissent brièvement une accélération de plus de 20 g avant d'atterrir dans une zone montagneuse recouverte de neige. Ils ne seront récupérés que 24 heures plus tard.

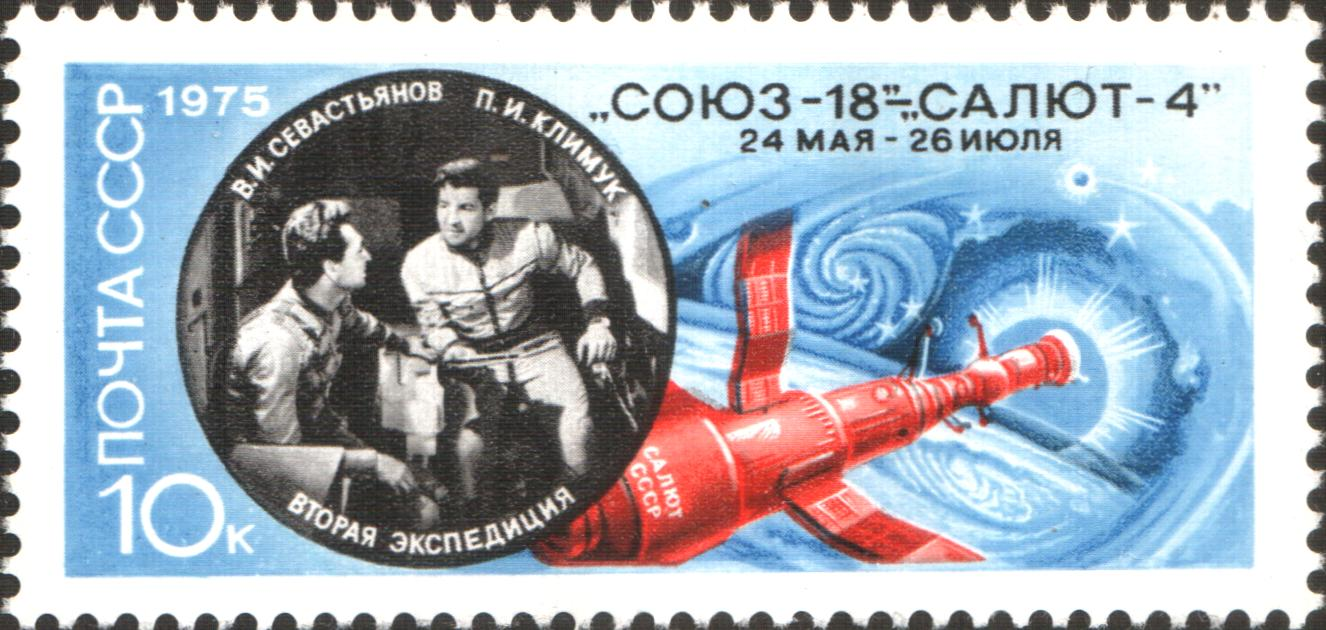
Klimouk et Sevastianov.

Un nouvel équipage composé de Piotr Klimouk et Vitali Sevastianov est lancé très rapidement le 24 mai à bord de Soyouz 18. Leur mission consiste à poursuivre les travaux entamés par l'équipage précédent. Tirant des leçons des missions passées, les tâches scientifiques sont organisées de manière plus rationnelle et le temps consacré à la maintenance de la station est encore réduit. Après un séjour de 63 jours dans l'espace l'équipage réintègre le 26 juillet son vaisseau Soyouz. Pour la première fois, la propulsion de Soyouz est sollicitée pour rehausser l'orbite de la station spatiale avant que le vaisseau ne se détache et revienne sur Terre. Bien qu'ayant séjourné deux fois plus longtemps que tout autre spationaute, l'équipage, une fois au sol, démontre qu'il est en grande forme en se rendant sans assistance à la tente médicale pour réaliser de premiers examens médicaux. Le succès de cette mission prouve que l'homme peut séjourner plus longtemps dans l'espace à condition toutefois que des ravitaillements soient possibles en cours de mission c'est-à-dire que la station spatiale dispose d'au moins deux ports d'amarrage.
Une dernière mission sans équipage, Soyouz 20, est lancée le 17 novembre 1975. Le vaisseau, après s'être amarré à la station spatiale, reste inactif durant 90 jours, puis il revient sur Terre. Ce vol avait pour objectif de déterminer l'endurance d'un vaisseau dans sa version cargo.

### Saliout 5 (1976-1977)
La station suivante, Saliout 5, est une station militaire de type Almaz, identique à Saliout 3 mais sans son armement. Elle est lancée le 22 juin 1976.

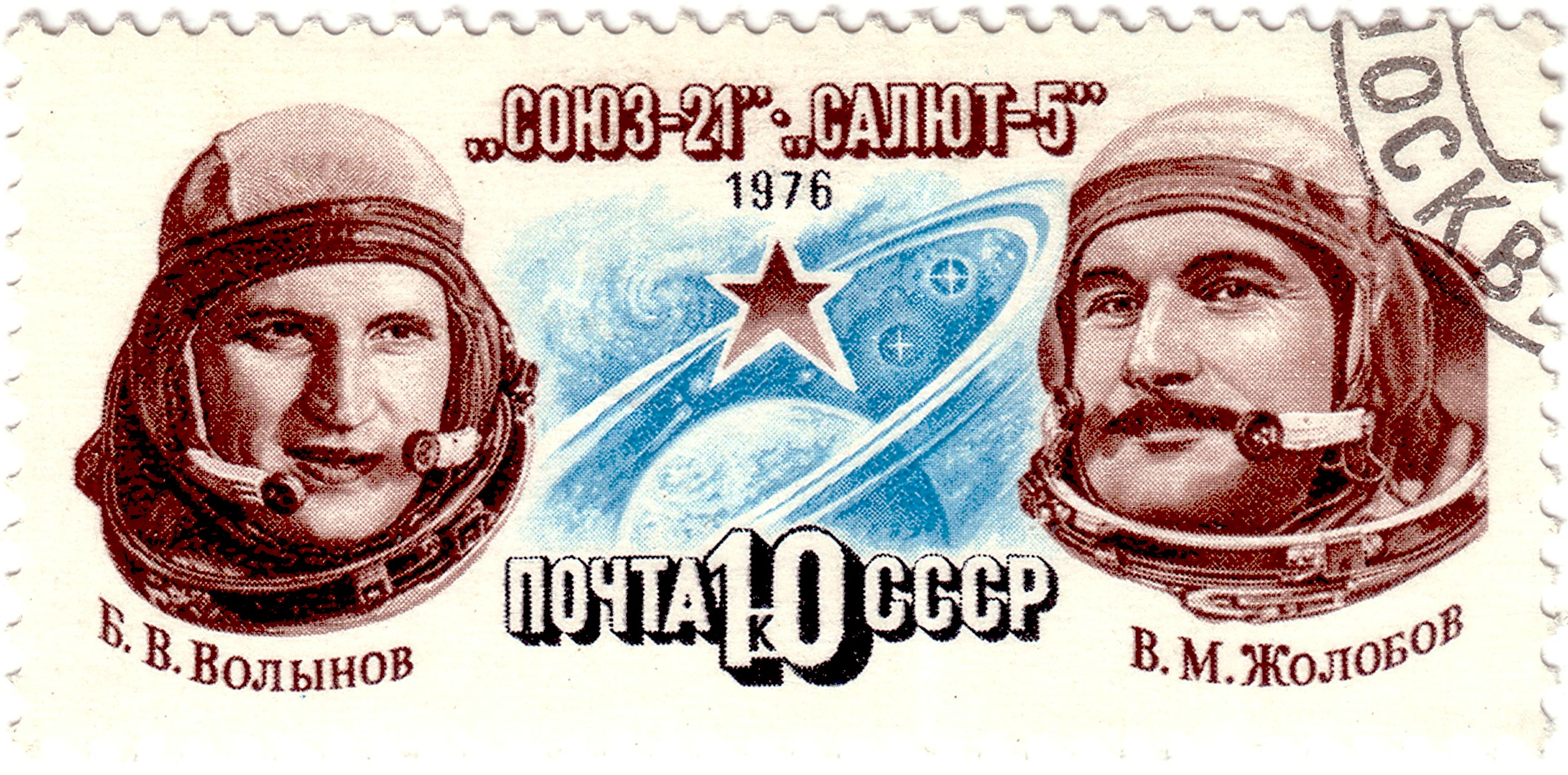
1er équipage :
Volynov et Jolobov.

Son premier équipage, composé de Boris Volynov et Vitali Jolobov, la rejoint le 6 juillet à bord de Soyouz 21. Sa mission principale semble être l'observation d'un exercice militaire à grande échelle déclenché en Sibérie à la même époque. La radio soviétique annonce le 19 août que le niveau d'activité solaire est particulièrement bas, ce qui devrait permettre à l'équipage d'effectuer un séjour prolongé. Mais, cinq jours plus tard, l'équipage réintègre le vaisseau et revient à Terre. Lorsqu'ils sortent de leur capsule, les deux hommes sont visiblement éprouvés par leur séjour dans l'espace, ce qui semble indiquer qu'ils n'ont pas eu le temps d'effectuer les exercices les préparant à leur retour au sol. Aucune explication n'est donnée par les autorités soviétiques sur ce qui ressemble à une interruption prématurée de la mission, et les spéculations sont nombreuses côté occidental : problèmes de santé physique ou mentale, mal de l'espace. Il semblerait que la mission ait été interrompue à la suite d'un conflit entre les deux membres de l'équipage.

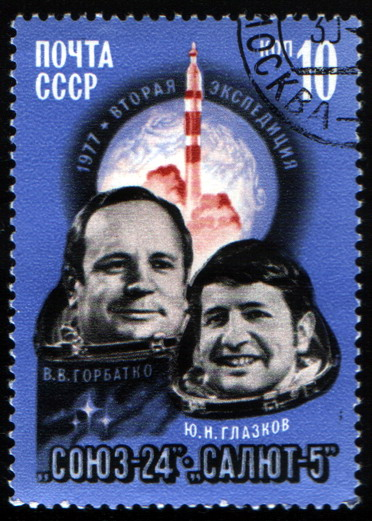
2e équipage :
Gorbatko et Glazkov.

La mission suivante n'est lancée que le 14 octobre car une mission qui n'a aucun lien avec le programme Saliout, Soyouz 22, doit être lancée au début de septembre. Le système de rendez-vous automatique Igla de Soyouz 23, dont l'équipage est composé de Viatcheslav Zoudov et Valeri Rojdestvenski, ne parvient pas à rapprocher le vaisseau de la station spatiale et, pour des raisons qui ne sont pas expliquées, le rendez-vous n'est pas réalisé manuellement. L'équipage est contraint de revenir sur Terre. La capsule atterrit de nuit dans le lac Tengiz à moitié gelé, à 2 km de la rive au milieu d'une tempête. Il faut près d'une dizaine d'heures aux sauveteurs pour que ceux-ci parviennent à ramener la capsule sur le sol ferme et que les cosmonautes soient libérés.
L'équipage de Soyouz 24, Viktor Gorbatko et Iouri Glazkov, est lancé le 7 février 1977 pour une mission de courte durée. L'équipage emporte de l'équipement pour renouveler l'atmosphère de la station qui n'est plus occupée depuis 6 mois.
Quelques jours plus tard, les deux cosmonautes reviennent sur Terre. Aucun autre équipage ne séjournera à bord de Saliout 5 car la station spatiale approche de sa fin de vie et, à la suite des incidents précédents, aucun vaisseau Soyouz n'est disponible. Cette mission sera la dernière à bord d'une station spatiale militaire. Saliout 5 ayant épuisé tout son carburant rentre dans l'atmosphère le 8 août 1977.

## La deuxième génération: Saliout 6 et 7
Les deux stations suivantes constituent une évolution majeure du concept Saliout. L'allongement de la durée des séjours nécessite d'accroître la quantité de consommables (nourriture, eau, oxygène, pièces de rechange), or les vaisseaux Soyouz ont une capacité d'emport limitée. Pour supprimer cette limitation qui était également présente sur la station spatiale américaine Skylab, un deuxième port d'amarrage est ajouté. Celui-ci est utilisé par des vaisseaux cargos sans équipage lancés au cours de mission, qui sont chargés d'apporter le ravitaillement.
Ce nouveau type vaisseau, baptisé Progress, est dérivé du Soyouz. Son module orbital est rempli avec le fret tandis que le module de descente contient les ergols qui sont transférés dans les réservoirs de la station spatiale. Une fois déchargé de son fret, le vaisseau Progress est rempli avec tout ce dont l'équipage de la station souhaite se débarrasser. Il se détache alors puis enchaine automatiquement les manœuvres qui doivent l'amener à rentrer dans l'atmosphère terrestre. Le vaisseau cargo est dépourvu de bouclier thermique, ce qui contribue à accroître notamment sa capacité de transport (environ 2 tonnes) et il est détruit durant sa rentrée atmosphérique.
Le nouveau port d'amarrage des stations Saliout est également utilisé pour accueillir des équipages venant effectuer un bref séjour dans la station en tant que « visiteurs » de l'équipage permanent. Cette facilité est utilisée par les dirigeants soviétiques pour inviter à bord de la station spatiale des spationautes venant de pays avec lesquels l'Union soviétique entretient des relations privilégiées : initialement sont invités des ressortissants des pays communistes comme la Tchécoslovaquie ou l'Allemagne de l'Est puis cette proposition est étendue à des pays non-alignés comme la France ou l'Inde. La nouvelle version de la station dispose également d'un sas permettant des sorties extravéhiculaires pour installer des équipements sur la coque externe ou effectuer des réparations.

### Saliout 6 (1977-1982)
Saliout 6, première station du nouveau type, est placée en orbite le 29 septembre 1977. Pendant cinq ans, elle va recevoir cinq équipages de maintenance qui vont multiplier les records de durée dans l'espace et qui recevront dix équipages de visiteurs, douze vaisseaux-cargos Progress et un vaisseau de type TKS.  
Le premier équipage est lancé à bord de Soyouz 25 mais il ne parvient pas à s'amarrer au port d'amarrage avant de la station, à la suite sans doute d'une défaillance d'une des pièces du mécanisme. Il revient donc sur Terre deux jours plus tard.

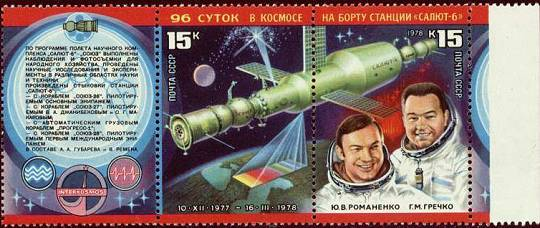
Premier équipage :
Romanenko et Gretchko.

Malgré la réticence des responsables du programme à lancer un vaisseau en plein hiver, Soyouz 26 est lancé le 10 décembre 1977 et cette fois le vaisseau vient s'amarrer à l'arrière de la station. L'équipage, composé de Iouri Romanenko et de Gueorgui Gretchko, va y séjourner pendant 96 jours. Gretchko effectue le 20 du même mois une sortie extravéhiculaire — la première des soviétiques depuis 1969 — afin de s'assurer que le port d'amarrage avant, auquel Soyouz 25 avait tenté en vain de s'amarrer deux mois plus tôt, n'est pas défectueux. Le résultat de cette inspection est positif et permet d'envisager l'arrivée du vaisseau de ravitaillement attendu en janvier, donc le prolongement de la mission.
Le 10 janvier, un équipage est lancé à bord de Soyouz 27 pour un séjour de courte durée puis repart avec Soyouz 26. Cet échange permet de libérer le port d'amarrage arrière qui est le seul équipé de conduites permettant le transfert de carburant entre un vaisseau-cargo et la station spatiale.
Le 20 janvier, Progress-1, premier vaisseau cargo de l'histoire spatiale, s'amarre à Saliout 6. Il transporte 1 tonne de carburant et de 1,3 tonnes de ravitaillement. Après avoir été déchargé de sa cargaison et rempli de déchets, il se détache le 6 février de la station puis, après avoir testé son système de rendez-vous de secours, manœuvre pour se consumer dans l'atmosphère.
Un deuxième équipage de visiteurs gagne la station à bord de Soyouz 28 le 3 mars 1978. Alekseï Goubarev est accompagné du tchèque Vladimír Remek. Inaugurant le programme de coopération internationale Intercosmos pour les vols habités, celui-ci est le premier homme à aller dans l'espace sans être américain ou soviétique. Ces visiteurs occupent la station pendant environ 8 jours. Romanenko et Gretchko quittent à leur tour Saliout le 16 mars après avoir battu le record de durée de séjour dans l'espace détenu jusque-là par le troisième équipage de Skylab et établi en 1974.

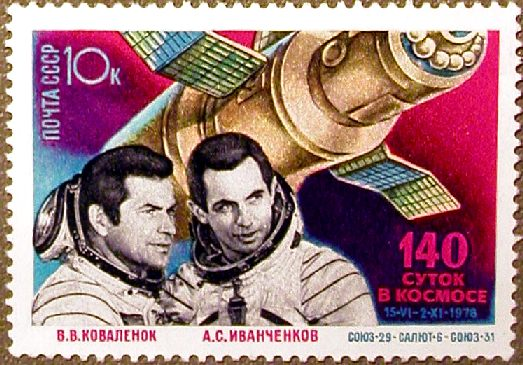
2e équipage :
Kovalionok et Ivantchenkov.

Composé de Vladimir Kovalionok et Alexandre Ivantchenkov, le deuxième équipage permanent s'envole le 15 juin 1978. Au cours de leur séjour qui va durer 140 jours, les deux hommes reçoivent deux équipages de visiteurs du programme Intercosmos parmi lesquels figurent un Polonais et un Allemand de l'Est. Ils sont ravitaillés à trois reprises par des cargos Progress et effectuent une sortie extra-véhiculaire pour récupérer des échantillons de matériaux exposés dans le vide. Ils retournent sur Terre le 2 novembre 1978.
Le troisième équipage permanent, Vladimir Liakhov et Valeri Rioumine, rencontre un certain nombre de difficultés. Placés en orbite le 23 février à bord de Soyouz 32, ils s'amarrent à la station sans problème. Mais en avril, le premier équipage visiteur (qui comprend un cosmonaute bulgare) ne peut amarrer Soyouz 33 à la station. Par précaution, les responsables du programme décident de lancer un nouveau vaisseau Soyouz 34 sans équipage qui vient s'amarrer à la station spatiale. Soyouz 32 est renvoyé sur Terre avec un chargement constitué d'échantillons de matériaux et de résultats d'expériences scientifiques. L'équipage avait déployé une antenne de radio-télescope de 10 mètres de diamètre à l'extérieur de la station pour des expériences d'interférométrie avec des instruments sur Terre. Une fois l'expérience achevée, l'antenne KRT-10 est larguée mais elle s'accroche au passage à un équipement situé sur la coque. Les cosmonautes doivent improviser le 15 août une sortie extravéhiculaire pour libérer l'antenne. Après avoir passé 175 jours à bord de la station, Liakhov et Rioumine regagnent la Terre le 19 août 1979 à bord de Soyouz 34.

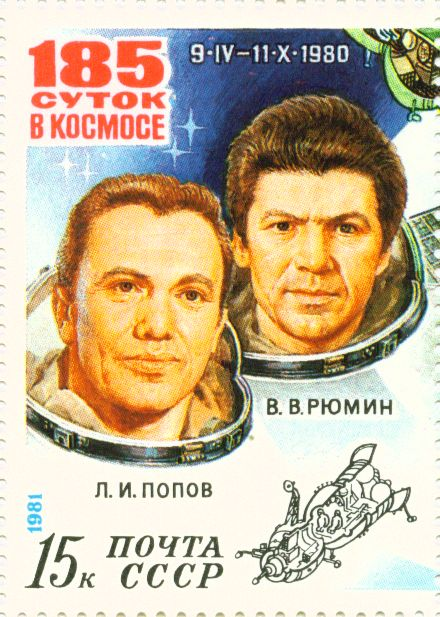
4e équipage :
Popov et Rioumine

L'équipage permanent suivant est lancé en avril 1980. Composé de Leonid Popov et de Valeri Rioumine (qui était encore dans l'espace sept mois plus tôt et remplace Valentin Lebedev qui s'est blessé peu avant le décollage), il reçoit la visite de quatre équipages, dont trois dans le cadre du programme Intercosmos.

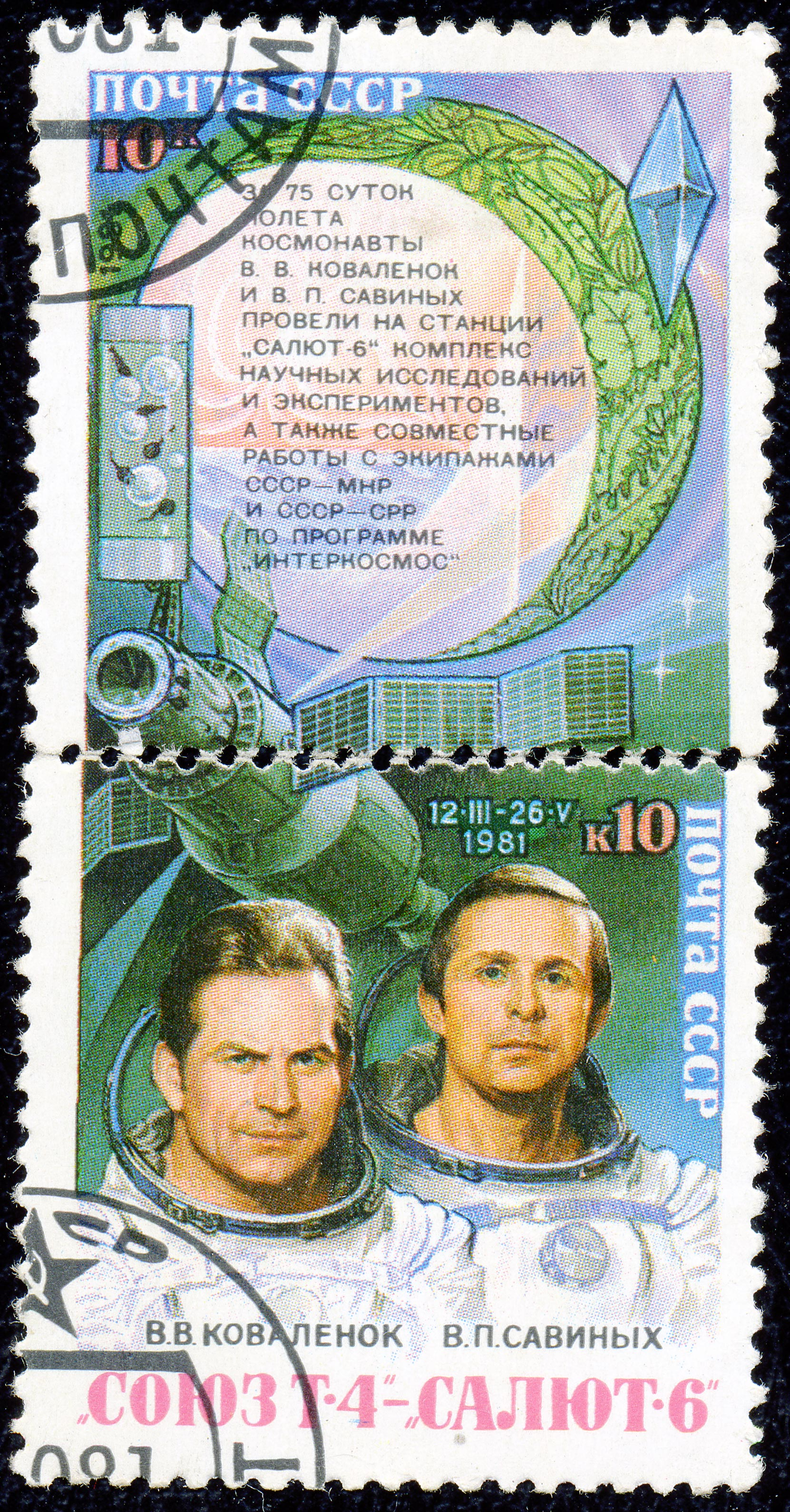
5e équipage :
Kovalionok et Savinykh.

Le quatrième équipage de visiteurs arrive à bord du Soyouz-T, une nouvelle version du Soyouz. Celle-ci est équipée de panneaux solaires lui donnant une autonomie de 11 jours contre 2 pour la version précédente. Le nouveau vaisseau dispose d'un ordinateur utilisant des semi-conducteurs permettant une navigation plus économique et autonome par rapport au centre de contrôle sur Terre. Il peut transporter un équipage de trois personnes. Rioumine et Popov reviennent sur Terre en octobre, après avoir encore porté le record de durée d'un séjour dans l'espace à 185 jours. Rioumine a cumulé au cours de ses deux missions 360 jours de présence dans l'espace.
En décembre, les occupants de Soyouz T-3 séjournent une dizaine de jours dans la station à la fois pour vérifier la capacité du nouveau modèle de vaisseau à transporter trois personnes et pour remplacer certains équipements de saliout.
Le cinquième et dernier équipage permanent, composé de Vladimir Kovalionok et Viktor Savinykh, est lancé en mars 1981 à bord de Soyouz T-4. Il reste 74 jours à bord de la station et reçoit deux équipages de visiteurs ainsi que Cosmos 1267, un vaisseau de type TKS conçu pour desservir la station spatiale militaire Almaz. Lourd de 17 tonnes, il comporte une soute pressurisée servant à transporter du fret ainsi qu'une une capsule permettant à un équipage de revenir au sol.
Sur commande des contrôleurs au sol, Saliout 6 est désorbitée le 29 juillet 1982, au terme de 4 ans et 10 mois dans l'espace, durant lesquels elle a été occupée par 5 équipages permanents pour une durée totale de 684 jours et a reçu la visite de 11 équipages de visiteurs dont 9 ressortissants de pays étrangers.

### Saliout 7 (1982-1991)
La station spatiale suivante, Saliout 7, avait été construite en même temps que Saliout 6 en tant qu'engin de secours et à ce titre était structurellement identique. Des améliorations ont été apportées pour améliorer le confort de l'équipage dans la perspective de séjours de plus en plus longs : ajout d'un petit réfrigérateur pour stocker les vivres frais apportés par les vaisseaux de ravitaillement, zones de rangements supplémentaires qui se révéleront toutefois insuffisantes sur la durée. Grâce au nouveau modèle de vaisseau Soyouz-T, les visites d'équipages de visiteurs chargés de remplacer le Soyouz arrivant en fin de potentiel par un vaisseau plus récent peuvent être espacées, ce qui soulage la charge de travail pour l'équipage permanent. Le Soyouz-T autorise plus de souplesse au niveau des fenêtres de lancement et permet aux visiteurs de séjourner plus longtemps à bord. Les responsables du programme espèrent grâce à cette souplesse opérationnelle accrue que le relais entre deux équipages permanents puisse s'effectuer à bord de la station spatiale, supprimant la nécessité de désactiver puis de réactiver les différents systèmes de la station lors du départ d'un équipage. La station est placée sur orbite le 19 avril 1982.
Le premier équipage permanent composé de Anatoli Berezovoï et Valentin Lebedev est lancé à bord du vaisseau Soyouz T-5 le 13 mai 1982. Après avoir mis en route la station, il reçoit le 24 juin le premier vaisseau visiteur. Parmi les trois hôtes de l'équipage permanent figurent le Français Jean-Loup Chrétien, premier visiteur étranger à ne pas venir d'un pays communiste. Durant les opérations d'amarrage, on frôle la catastrophe. Arrivé à 300 mètres de la station, l'ordinateur de Soyouz T-6 tombe en panne et le vaisseau au lieu de freiner poursuit sur sa lancée à 30 km/h tout en culbutant sur lui-même. Le pilote Vladimir Djanibekov tente de reprendre le contrôle du vaisseau mais celui-ci passe à quelques mètres de la station, manquant de peu de la percuter.
Djanibekov parvient ensuite, à l'aide des petits moteurs RCS, à stabiliser l'orientation du vaisseau, puis à le freiner et enfin à l'amarrer à Saliout 7. L'arrivée de nouvelles têtes est la bienvenue dans la mesure où elle met fin au tête-à-tête de Berezovoï et Lebedev qui ne s'entendent pas vraiment bien. Mais le séjour des visiteurs, par ailleurs épuisant pour tous, ne dure qu'une dizaine de jours.

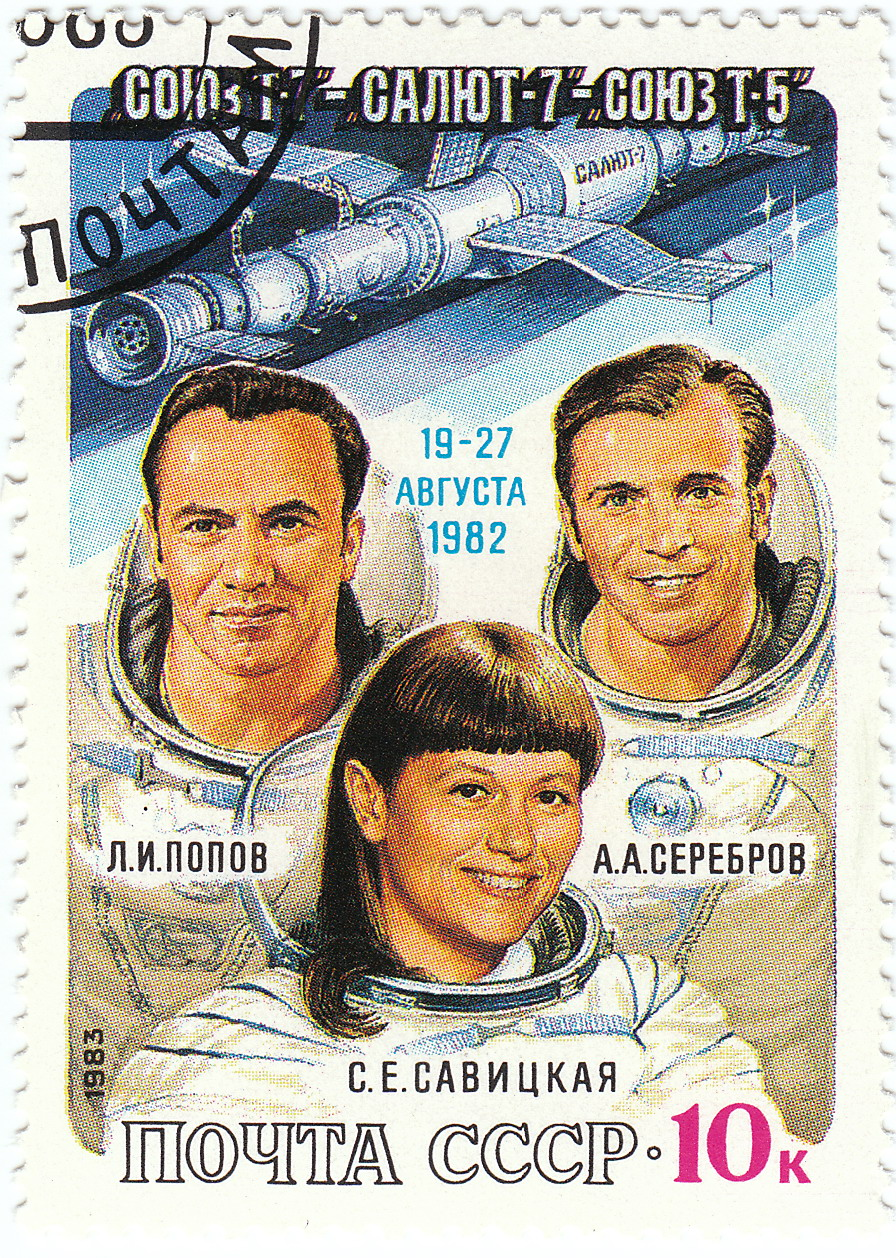
Popov, Savitskaya et Serebrov.

Le deuxième équipage de visiteurs est lancé à bord de Soyouz T-7 le 19 août. Il comprend, pour la première fois depuis le vol de Valentina Terechkova en 1963, une femme, Svetlana Savitskaya. Il s'agit pour les responsables soviétiques d'atténuer l'impact de l'envoi dans l'espace des premières astronautes américaines recrutées pour les vols de la Navette spatiale américaine. Le séjour est bref et les deux hommes de l'équipage permanent doivent de nouveau faire face à leur difficile cohabitation. Lebedev s'occupe de manière obsessionnelle des plantes qui poussent dans différentes serres miniatures.
Berezovoï tombe malade au point qu'on envisage d'interrompre la mission. Les deux hommes sont fortement irrités à l'idée d'être rapatriés sur Terre alors qu'ils sont sur le point d'établir un nouveau record de séjour dans l'espace et qu'ils ont dû se supporter jusque-là. Finalement Berezovoï se rétablit et lorsqu'ils reviennent sur Terre les deux hommes ont établi un nouveau record d'endurance à 211 jours,.
La mise en place d'un nouvel équipage permanent va prendre plus de temps que prévu. L'équipage de Soyouz T-8, constitué de Vladimir Titov, Guennadi Strekalov et Aleksandr Serebrov, est lancé le 20 avril 1983. Le vaisseau ne parvient pas à s'amarrer à la station spatiale car les antennes du système de rendez-vous ont été endommagées durant le lancement et l'équipage doit revenir sur Terre. L'équipage de Soyouz T-9, constitué de Vladimir Liakhov et Aleksandr Pavlovitch Aleksandrov , est lancé le 28 juin 1983 et parvient à s'amarrer à la station. Peu avant, le cargo spatial de type TKS Cosmos 1443 s'est amarré de manière automatique à la station avec un fret de 3,5 tonnes, dont de nouveaux panneaux solaires. Les moteurs de ce vaisseau vont être également utilisés durant son séjour dans l'espace pour rehausser l'altitude de la station spatiale et contrôler son orientation. Un équipage de visiteurs doit aider l'équipage permanent à installer les panneaux solaires.
Le 26 septembre, alors que le vaisseau Soyouz T-10-1 est sur le point d'être lancé, son lanceur prend feu. Titov et Strekalov, qui subissent là un deuxième échec, parviennent in extremis, avant l'explosion de la fusée, à déclencher l'éjection du vaisseau en déclenchant la mise à feu de la tour de sauvetage. Après avoir subi une accélération de près de 15 g, les astronautes se posent à bord de leur capsule à 4 kilomètres du pas de tir. Le vaisseau TKS Cosmos 1443 dispose d'une capsule permettant de ramener des hommes ou du fret sur Terre, qui est remplie par l'équipage permanent avec les résultats d'expériences menées dans la station spatiale représentant une masse de 350 kg.
Le 14 août, Cosmos 1443 se détache de la station puis le véhicule de rentrée VA se détache du vaisseau TKS et réalise des manœuvres dans l'espace durant quatre jours pour démontrer sa capacité à fonctionner de manière autonome. Le 23 août la capsule effectue une rentrée atmosphérique et atterrit sans encombre. Le vaisseau principal FGB est détruit durant sa rentrée atmosphérique le 19 septembre 1983. L'équipage permanent effectue deux sorties extravéhiculaires les 1er et 3 novembre pour installer les panneaux solaires. L'équipage permanent ne reçoit aucune visite durant son séjour qui dure 150 jours. Alors que celui-ci tire à sa fin, l'équipage et les contrôleurs au sol constatent qu'un des réservoirs de carburant fuit, ce qui limite fortement la capacité de la station à contrôler son orientation. Le problème doit être résolu par l'équipage suivant car Liakhov et Aleksandrov quittent la station spatiale le 23 novembre.

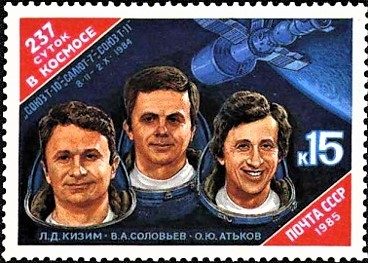
Kizim, Soloviov et Atkov.

Soyouz T-10 est lancé le 8 février avec un nouvel équipage permanent composé de Leonid Kizim, Vladimir Soloviov et du médecin Oleg Atkov chargé d'étudier l'effet de l'apesanteur sur ses camarades d'équipage au cours d'une nouvelle tentative de record de séjour dans l'espace. Le premier objectif de Soloviov et Kizim est toutefois de réparer la fuite de carburant. Au cours de six sorties extravéhiculaires, les deux hommes parviennent à mettre fin à celle-ci et installent de nouveaux panneaux solaires. Durant leur séjour, ils reçoivent deux équipages de visiteurs. Le premier équipage comprend le premier cosmonaute indien Rakesh Sharma. Svetlana Savitskaya est de retour avec le deuxième équipage de visiteurs et est la première femme à réaliser une sortie extravéhiculaire. Les trois hommes de l'équipage permanent EO-3 reviennent sur Terre le 2 octobre après avoir établi un nouveau record à 237 jours. 
Le 11 février 1985 la station, qui est inoccupée, ne parvient plus à contrôler son orientation, ce qui empêche tout amarrage automatique d'un vaisseau. Vladimir Djanibekov et Viktor Savinykh sont lancés le 6 juin à bord de Soyouz T-13 pour identifier l'origine de ce comportement et le corriger. Durant leur approche, ils constatent que la station spatiale est intacte. Mais la station est visiblement privée d'énergie, les lumières sont éteintes et les panneaux solaires pointent dans des directions différentes. Bien que la Saliout 7 soit en rotation autour de son axe longitudinal, Djanibekov parvient à amarrer son vaisseau à l'aide des commandes manuelles présentes dans le module orbital de Soyouz. À l'intérieur de la station, la température est tombée à −10 °C selon l'équipage. Celui-ci commence à installer une batterie neuve pour disposer d'un peu d'électricité et découvre à cette occasion qu'un senseur défectueux est à l'origine de la panne. Une fois celui-ci remplacé, la station revient lentement à la vie.
Le 18 septembre est lancé Soyouz T-14 avec Vladimir Vassioutine, Gueorgui Gretchko et Aleksandr Volkov qui doivent constituer le quatrième équipage de la station Saliout 7. Le relais est assuré en présence de Djanibekov et Savinykh, qui reviennent sur Terre le 26 septembre 1985. Mais courant octobre, Vassioutine tombe gravement malade avec une température qui monte à 40 °C. Le contrôle au sol dans un premier temps temporise mais l'état du cosmonaute s'aggrave et finalement Valeri Rioumine demande à l'équipage de revenir sur Terre. Il s'écoule près d'une semaine avant que l'équipage revienne sur le sol, le temps de préparer la station à un vol sans équipage. Vassioutine est immédiatement hospitalisé : une infection de la prostate est diagnostiquée. Une mission avec un équipage composé uniquement de femmes cosmonautes était planifié mais est abandonné à la suite de ces événements.
L'occasion d'un dernier séjour de longue durée à bord de la station est passée car la station spatiale Mir est lancée le 19 février 1986. Saliout 7 reçoit une dernière visite de l'équipage de Soyouz T-15 composé de Leonid Kyzym et de Vladimir Soloviov. Ceux-ci, après avoir activé la station Mir, s'amarrent le 5 mai à Saliout 7 pour achever le travail entrepris par le dernier équipage permanent et emporter certains travaux réalisés. Après un séjour de 50 jours, ils reviennent achever leur mission dans la station Mir dans laquelle ils séjournent 25 jours. Saliout 7 reste en orbite jusqu'au 7 février 1991 avant d'être détruite durant sa rentrée atmosphérique.

## Les successeurs: la station Mir et le module Zvezda
La base (« DOS ») des stations Saliout fut ensuite utilisée comme module intégré aux stations spatiales suivantes, à l’architecture modulaire (constituées de plusieurs éléments lancés séparément puis assemblés en orbite). Il en est ainsi du module central (« DOS-7 ») de la station Mir (1986 à 2001), ainsi que du module Zvezda (« DOS-8 ») de la Station spatiale internationale (depuis 2000).

## Caractéristiques techniques
Toutes les stations Saliout étaient d'une conception relativement simple et étaient constituées d'un module principal unique placé en orbite en un seul tir, par une fusée Proton.

### Saliout 1/Saliout 2

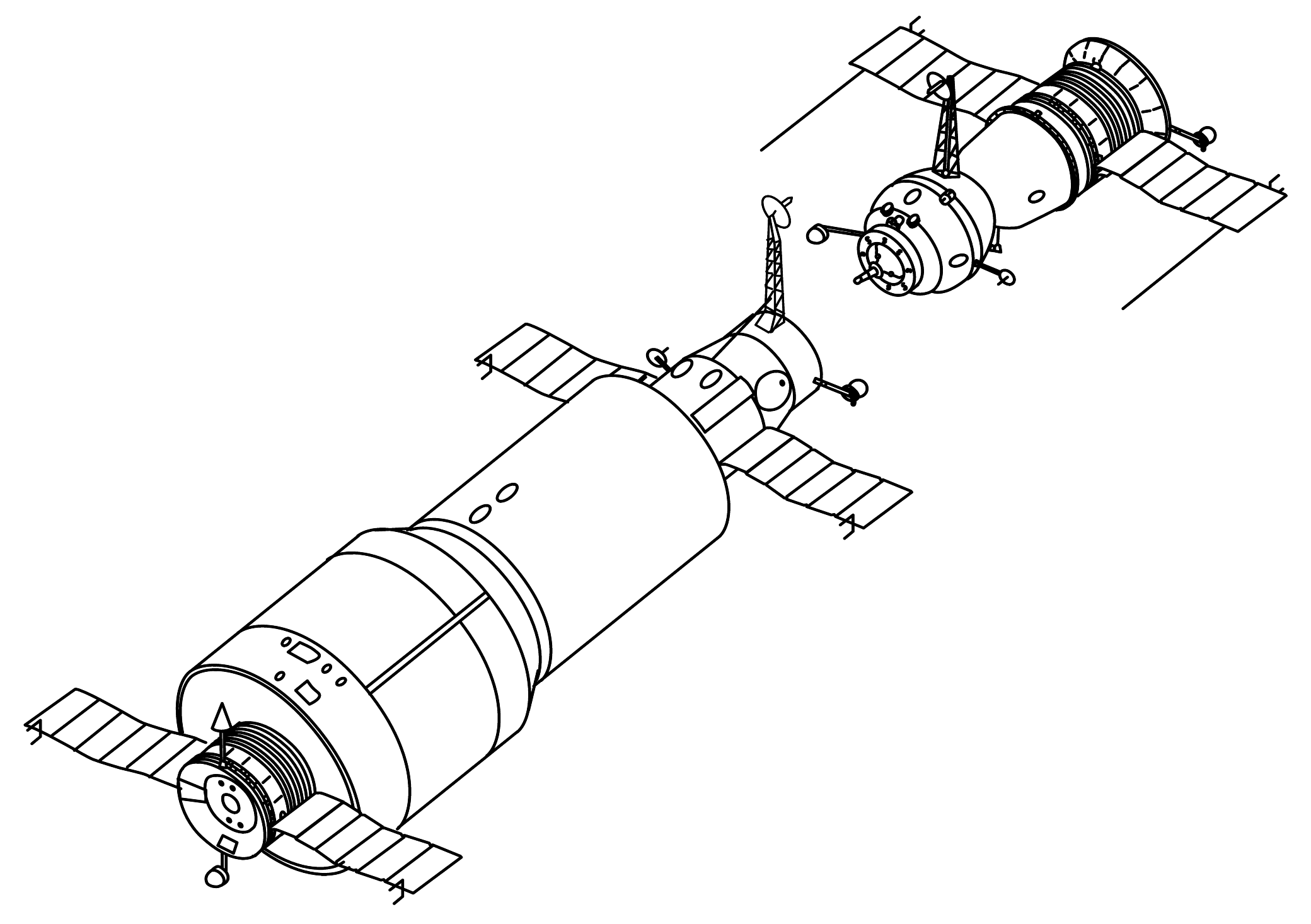
Schéma représentant Saliout et un vaisseau Soyouz.

La station Saliout 1 est constituée de 4 cylindres emboités de diamètre différent formant un ensemble long de 15,8 mètres d'un diamètre maximal de 4,18 mètres et d'une masse totale d'environ 18,9 tonnes. À l'avant de la station se trouve le port d'amarrage fixé à l'extrémité du cylindre de plus petit diamètre et débouchant sur le compartiment d'amarrage et de transfert. Lorsque les cosmonautes ont amarré leur vaisseau à la station, ils pénètrent d'abord dans ce compartiment qui est long de 2,5 mètres et a un diamètre de 2 mètres. Le compartiment peut être isolé du reste de la station spatiale par une écoutille qui permet de le transformer en sas. Les cosmonautes après avoir évacué l'atmosphère  peuvent effectuer une sortie extravéhiculaire en ouvrant une troisième écoutille latérale. Lorsqu'on franchit l'écoutille qui sépare ce compartiment du reste de la station, on débouche sur le compartiment principal long de plus de 8 mètres. Les équipements et les espaces de rangements sont disposés de manière que ce compartiment ait des dimensions identiques de bout en bout bien qu'il soit aménagé dans deux cylindres de diamètre différent. La partie située dans le cylindre au diamètre le plus petit est le poste de commandement. On y trouve les équipements permettant de contrôler la position de la station ainsi que les équipements de télécommunications. La deuxième partie, plus large et un peu plus courte, comprend le logement d'un observatoire solaire de forme conique qui remplit la station pratiquement sur toute sa hauteur et un tapis roulant utilisé par les cosmonautes pour entretenir leurs muscles dans l'environnement dépourvu de gravité. Le long des cloisons de cette partie de la station se trouvent une petite serre de modèle Oasis, deux réfrigérateurs pour stocker la nourriture, et plusieurs panneaux de contrôle permettant la mise en œuvre d'une observatoire à rayons gamma, de caméras multispectrales utilisées pour étudier la Terre et d'un certain nombre d'expériences scientifiques. Le compartiment arrière, attaché à l'arrière de la station et d'un diamètre de 2,26 mètre, est identique au compartiment de service du vaisseau Soyouz. Il comprend la propulsion principale, les réservoirs d'ergols ainsi que les systèmes de contrôle d'attitude. L'énergie est fournie par des panneaux solaires répartis sur quatre ailes dont deux sont fixées sur le compartiment de d'amarrage et de transfert et deux sur le compartiment arrière. Ces ailes sont des copies de celles mises en œuvre par le vaisseau Soyouz avant l'accident de Soyouz 11. Elles fournissent en tout au maximum 3,6 kW. La station est stabilisée généralement par gradient de gravité, de manière passive, c'est-à-dire qu'elle se dresse verticalement, l'extrémité la plus lourde (celle à laquelle est accroché le vaisseau Soyouz) pointant vers la Terre. Lorsque l'équipage veut modifier cette orientation pour effectuer des observations, il utilise des senseurs ioniques pour déterminer l'orientation actuelle et les moteurs de correction d'attitude du compartiment arrière.

### Les stations militaires Almaz: Saliout 3 et 5
Officiellement baptisées Saliout pour dissimuler leurs objectifs militaires, les stations Saliout 3 et 5 sont en fait des engins spatiaux très différents des stations Saliout qui ne partagent avec celles-ci que la coque centrale. Le port d'amarrage se situe à l'arrière à l'extrémité d'un petit module sphérique qui comporte également l'écoutille utilisée pour les sorties extravéhiculaires. Dans ce même module se trouve une capsule de forme cylindrique d'un peu moins d'un mètre de diamètre permettant de renvoyer sur Terre plus de 100 kg de pellicules photos. La propulsion principale est constituée par deux moteurs encastrés dans le module central et dont les tuyères encadrent le module sphérique. Deux panneaux solaires particulièrement larges et orientables sont fixés de part et d'autre du module sphérique. Ils sont complétés par deux panneaux solaires fixés sur la partie centrale de la station. Ensemble ils fournissent 5 kW de puissance. Il est prévu que la station soit mise en orbite avec un petit vaisseau de rentrée attaché à son port d'amarrage, baptisé VA. Mais ni Saliout 3, ni Saliout 5 n'ont mis en œuvre cette configuration : dans les deux cas les cosmonautes ont été lancés dans un vaisseau Soyouz. L'organisation intérieure des stations Almaz est également différente. La partie la plus étroite est un quartier de repos dans lequel l'équipage dort, mange et se détend. Il est séparé du reste de la station par une rangée de douze bouteilles d'oxygène. La partie la plus large de la station est occupée en grande partie par le logement conique d'une caméra dotée d'un objectif permettant de réaliser des prises de vue de la surface avec une résolution de 30 cm. Contrairement à Saliout 1, les stations Almaz sont maintenues par leur système de contrôle d'attitude à l'horizontale par rapport à la surface de la Terre pour pouvoir remplir leur mission de reconnaissance. À cet effet les stations utilisent un ensemble de gyroscopes analogue à celui mis en œuvre pour la première fois par Skylab. Les stations Almaz disposent d'un système qui permet de recycler l'eau de l'atmosphère, produit de l'expiration et de la sueur des cosmonautes. Ce dispositif permet de gagner un litre d'eau par jour. Enfin l'équipage dispose d'une douche démontable.

### Saliout 4 et 5
Les caractéristiques de Saliout 4 sont très proches de celles de Saliout 1. De nouveaux équipements sont installés : un téléscripteur permet au contrôle au sol de transmettre des instructions et des informations sans passer par le relais radio, des ordinateurs permettent d'automatiser les tâches de navigation. Trois grand panneaux solaires orientables remplacent les petits panneaux et fournissent 4 kW. Malgré ces améliorations, Saliout 4 était beaucoup moins sophistiquée que la station de type Almaz Saliout 3 ; par exemple, elle ne comprenait pas les gyroscopes et le système de recyclage de l'humidité de l'air de cette dernière.

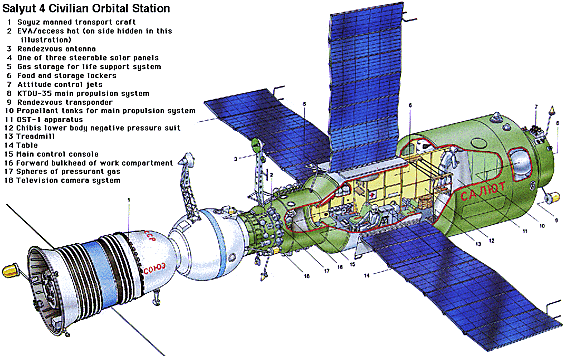
Schéma de la station Saliout 4.

### Saliout 6 et 7
Saliout 6 introduit une modification fondamentale avec la présence d'un deuxième port d'amarrage situé à l'arrière de la station spatiale, qui permet à deux vaisseaux d'être amarrés en même temps. À cet effet le compartiment arrière hérité de Soyouz disparaît. La station est prolongée à l'arrière de plus d'un mètre. Dans la partie centrale de ce prolongement est installé le port d'amarrage. À la périphérie de celui-ci se trouvent les deux moteurs de la propulsion principale repris des stations Almaz, quatre ensembles de moteurs de contrôle d'attitude installés à l'extérieur de la coque prolongée ainsi que les réservoirs contenant les ergols utilisés par les moteurs. Ces réservoirs peuvent être remplis par les vaisseaux Progress qui utilisent à cet effet des conduites qui traversent le collier d'amarrage. Par ailleurs la taille du compartiment d'amarrage-transfert situé à l'avant a été accrue ainsi que celle de l'écoutille utilisée pour les sorties extravéhiculaires. Un nouveau système appelé Rodnik (source) est utilisé pour déshumidifier l'atmosphère de la station. Celle-ci comporte désormais une douche copie de celle installée à bord des stations Almaz.
| Caractéristique               | Saliout 4         | Skylab                 | Saliout 6         | Mir           | Station spatiale internationale          |
| ----------------------------- | ----------------- | ---------------------- | ----------------- | ------------- | ---------------------------------------- |
| Période opérationnelle        | 12/1974-7/1975    | 5/1973-2/1974          | 10/1977 - 5/1981  | 3/1986-4/2000 | 10/2000 -                                |
| Masse totale                  | 18,5 t            | 90 t                   | 18,5 t            | 124 t         | 400 t                                    |
| Modules pressurisés           | 1                 | 3                      | 1                 | 7             | 11/12                                    |
| Volume pressurisé             | 100 m3            | 320 m3                 | 100 m3            | 350 m3        | 400 m3 utilisables                       |
| Équipage permanent            | 2                 | 3                      | 3                 | 3             | 6                                        |
| Ports d'amarrage              | 1                 | 2                      | 2                 | 5             | ~10                                      |
| Énergie électrique            | 4 kW              | 10 kW (7 kW effectifs) | 4 kW              | 42 kW         | 110 kW                                   |
| Contrôle d'attitude principal | moteurs chimiques | gyroscopes             | moteurs chimiques | gyroscopes    | gyroscopes                               |
| Ravitaillement                | non               | non                    | Progress          | Progress      | Navette spatiale américaine, Progress... |
| Charge utile                  |                   |                        |                   |               |                                          |

## Déroulement d'une mission

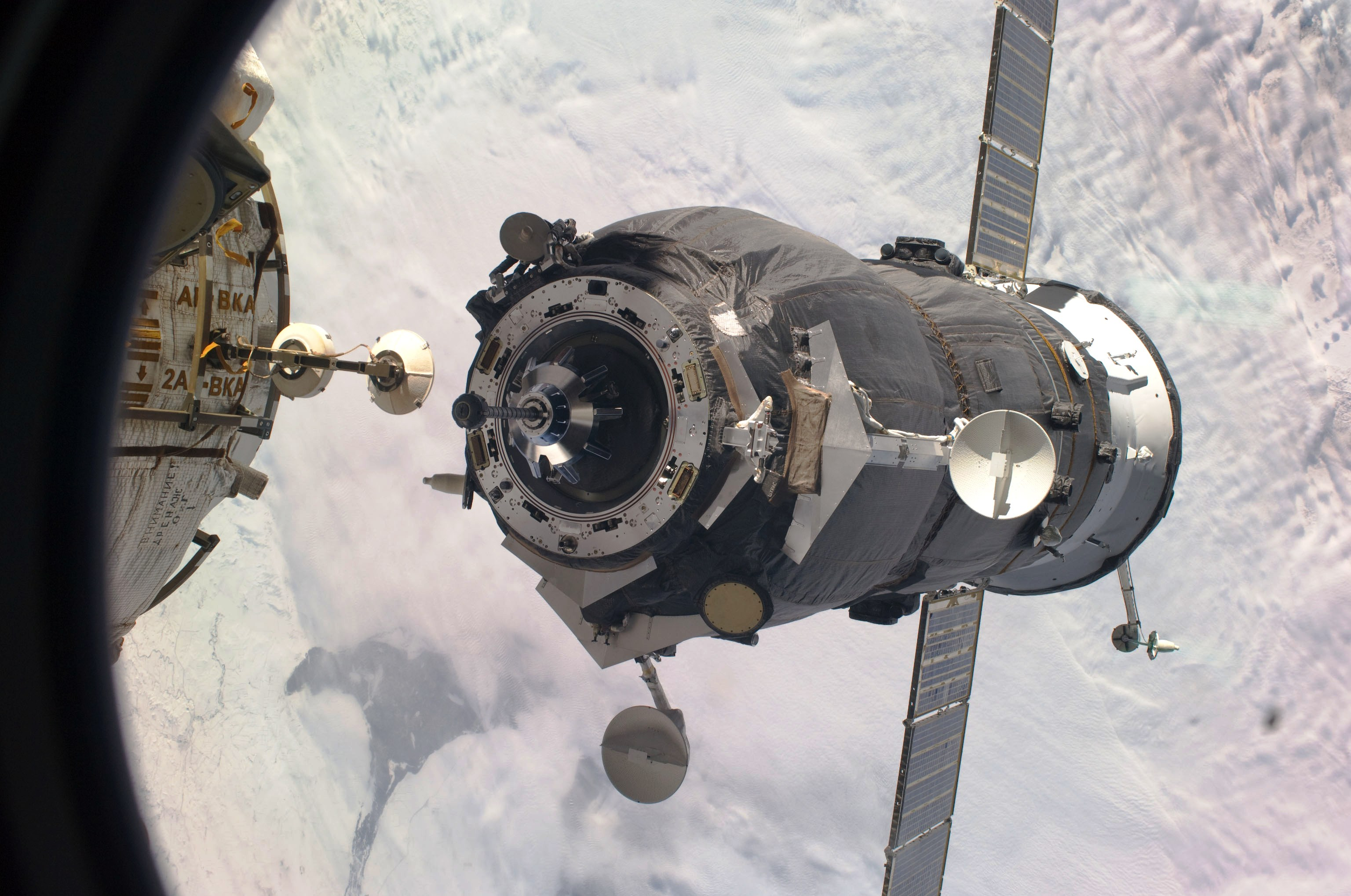
Amarrage automatique d'un vaisseau cargo Progress : la photo est récente mais peu de choses (hormis la version du système de rendez-vous) ont changé depuis l'époque de Saliout.

### La relève des équipages
Pour toutes les versions de Saliout la relève des équipages est effectuée par les vaisseaux Soyouz. Différentes versions de ce vaisseau se sont succédé.

## Chronologie
Voici un récapitulatif de quelques chiffres sur les stations spatiales du programme Saliout. Sont également indiqués les modules dérivés des stations Saliout et qui furent intégrés à Mir et à la Station spatiale internationale.
| Station (ou module) | Type                   | Lancement                     | Rentrée atmosphérique | Temps en orbite (en jours) | Nbre jours d'occupation | Nbre cosmonautes | Nbre vaisseaux habités venus | Nbre cargos de ravitaillement | Masse (kg) |
| ------------------- | ---------------------- | ----------------------------- | --------------------- | -------------------------- | ----------------------- | ---------------- | ---------------------------- | ----------------------------- | ---------- |
| Saliout 1           | Saliout 1re génération | 19 avril 1971 01 h 40 UTC     | 11 octobre 1971       | 175                        | 24                      | 3                | 2                            | 0                             | 18 425     |
| DOS-2               | Saliout 1re génération | 29 juillet 1972 ?UTC          | 29 juillet 1972       | 162 secondes               | 0                       | 0                | 0                            | 0                             | 18 000     |
| Saliout 2           | Almaz                  | 4 avril 1973 09 h 00 UTC      | 28 mai 1973           | 54                         | 0                       | 0                | 0                            | 0                             | 18 500     |
| Cosmos-557          | Saliout 1re génération | 11 mai 1973 20 h 00 UTC       | 22 mai 1973           | 11                         | 0                       | 0                | 0                            | 0                             | 18 500     |
| Saliout 3           | Almaz                  | 25 juin 1974 22 h 38 UTC      | 24 janvier 1975       | 213                        | 15                      | 2                | 1                            | 0                             | 18 500     |
| Saliout 4           | Saliout 1re génération | 26 décembre 1974 04 h 15 UTC  | 3 février 1977        | 770                        | 92                      | 4                | 2                            | 1                             | 18 500     |
| Saliout 5           | Almaz                  | 22 juin 1976 18 h 04 UTC      | 8 août 1977           | 412                        | 67                      | 4                | 2                            | 0                             | 19 000     |
| Saliout 6           | Saliout 2e génération  | 29 septembre 1977 06 h 50 UTC | 29 juillet 1982       | 1 764                      | 683                     | 33               | 16                           | 14                            | 19 000     |
| Saliout 7           | Saliout 2e génération  | 19 avril 1982 19 h 45 UTC     | 7 février 1991        | 3 216                      | 816                     | 26               | 12                           | 15                            | 19 000     |